# Aeroportul Misima
Aeroportul Misima (IATA: MIS, ICAO: AYMS) este un aeroport din Misima Island⁠(d), Milne Bay Province⁠(d), Papua Noua Guinee ce deservește zona Misima Island⁠(d).
Situat la o altitudine de 27 m, aeroportul dispune de o singură pistă.